# УПА-Юг
Генеральный военный округ УПА-Юг (укр. УПА-Південь) — структурная единица УПА, охватывавшая территорию Подолья.

## История
Группировка  создавалась с целью распространить идеи украинского освободительного движения в Южной и Восточной Украине. В зону её действий  входили современные Винницкая и Хмельницкая области. Округ был наименее организованным. Здесь действовали несколько автономных подразделений. Отделы УПА из группы «Богун» (УПА-Север), которые рейдировали Подольем и в декабре 1943 года объединились в рейдовую группу «Кодак», которая и станет ядром для УПА-Юг. Сформировать эффективную структуру было невозможно в силу объективных обстоятельств — менее лесистая местность, что ухудшало условия партизанского движения, да и местное население не так сильно поддерживало УПА, как это было в западных областях.
Противоречивой остается информация по вопросу, кто именно командовал УПА-Юг. По причине так окончательно и не сформировавшегося округа в числе его командиров называют и Остапа Качана (Саблюк) и даже Василия Кука (Лемиш). Но большая часть исследователей указывает, что командиром был полковник Емельян «Батько» Грабец. Также существует утверждение что Емельян Грабец занимался созданием и организацией УПА на Подолье с лета 1943 года до декабря, до тех пор, пока командование на себя не взял Василий Кук.
Среди известных боевых операций УПА-Юг — налёт 3 октября 1943 на полицейский участок в Литине, где, повстанцы освободили пленённых сослуживцев, освобождение пленных из концлагеря в Калиновском районе, несколько стычек с немцами под Винницей, а также — рейд Грабца в Молдову в конце 1943, а затем на запад Украины.
С возвращением советской власти за подполье ОУН взялись органы СМЕРШа и НКВД. В бою под Гурбами отрядам УПА-Юг был нанесён непоправимый урон. Последовавшие за этим облавы, нанесли огромный ущерб и фактически обескровили подразделения УПА на Подолье. Летом 1944 года УПА-Юг практически прекратила свое существование, но по пропагандистским соображениям продолжала действовать в официальных документах.
Командир УПА-Юг Емельян Грабец погиб 10 июня 1944 года вблизи села Микулинцы в Винницкой области в бою с чекистами 189-го, 203-го и 209-го батальонов внутренних войск НКВД.
18 декабря 1944 года в окрестностях села Залесье Здолбуновского района Ровенской области рейдовая группа НКВД окружила отряд поручика УПА Остапа Качана (Саблюк), командовавшего тактическим участком «Винница». После короткого боя он выстрелил себе в висок.
Одним из известных командиров УПА-Юг был начальник штаба Николай Свистун. Он был участником боя под Гурбами. Выйдя из окружения с остатками «Холодного Яра», Свистун напал 12 мая 1944 года на село Стриганы, где размещался советский партизанский отряд Антона Одухи. Наступающий отряд был рассеян, а после, когда прибыла рота НКВД прилегающая территория была зачищена крайне жёстко. Пленные были расстреляны. Однако сам Свистун и здесь уцелел. Его ликвидируют 8 декабря 1944 года в селе Обгив (ныне Сосновка) Дубенского района Ровенской области.
Последним из сколь-нибудь известных командиров УПА-Юг был Михаил Кондрас. Его уничтожили 11 апреля 1948 года во время перестрелки у хутора Загаи Радивиловского района.

## Структура
1. ВО «Холодный Яр»: командир Николай «Ясень» Свистун, шеф штаба — Евгений Басюк; курени: Саблюка, Довбуша.
2. ВО «Умань»: командир  Осип Безпалько, шеф штаба — Нюра; курени: Довбенко, Бывалого, Андрея-Шума.
3. ВО «Винница»: командир Емельян Грабец-«Батько»; курени: Старчана, Мамая, Буревоя.

## Численность
Численность УПА-Юг на весну 1944 составляла 1000-1500 повстанцев, на начало осени 1500 повстанцев. В первую половину 1945 — 500 человек, вторая половина 1946 — 150 человек.
- ВО «Холодный Яр» около 500-900 повстанцев.
- ВО «Умань» около 200-300 повстанцев.
- ВО «Винница» 300 повстанцев[5][6].